# Háďátka
Háďátka (Tylenchida) jsou skupinou (řádem) z kmene hlístice. Často jsou parazité hospodářských rostlin.

## Morfologie
Stejně tak jako ostatní hlístice nemají háďátka cévní a dýchací soustavu, jejich tělo kryje kutikula. Mají trávicí soustavu, která začíná ústním otvorem umístěným na jednom konci jejich protáhlého těla a prostupuje pseudocoelem.

## Rozmnožování
Vytváří velké množství rezistentních vajíček a jsou pohlavně dimorfní.

## Zástupci
Mezi zástupce významné pro člověka patří háďátko zhoubné, které je významným škůdcem cibule, nebo další významný kořenový parazit Pratylenchus penetrans.

## Systém
Nadčeledi s podřazenými čeleděmi:
- Criconematoidea
  - Criconematidae
  - Tylenchulidae
- Tylenchoidea
  - Anguinidae
  - Belonolaimidae
  - Dolichodoridae
  - Ecphyadophoridae
  - Hoplolaimidae
  - Heteroderidae
  - Pratylenchidae
  - Tylenchidae
- Sphaerularina
  - Allantonematidae
  - Fergusobiidae
  - Iotonchiidae
  - Parasitylenchidae
  - Sphaerulariidae